# Viborg HK
Viborg Håndbold Klub (Viborg HK) är en handbollsklubb från Viborg i Danmark, grundad den 19 mars 1936 som Idrætsklubben Viborg. Klubben är en av Danmarks äldsta och, framför allt på damsidan, mest framgångsrika handbollsklubbar.

## Spelartrupper

### Damlaget
| Nr | Land    | Pos | Namn                |
| -- | ------- | --- | ------------------- |
| 1  | Sverige | MV  | Emma Friberg        |
| 12 | Danmark | MV  | Anna Kristensen     |
| 6  | Norge   | H9  | Moa Högdahl         |
| 7  | Danmark | H6  | Stine Andersen      |
| 9  | Norge   | H9  | Mathilde Rivas Toft |
| 10 | Danmark | V9  | Kristina Jørgensen  |
| 11 | Danmark | M6  | Line Haugsted       |
| 13 | Danmark | V6  | Laura Holm Andersen |

| Nr | Land    | Pos | Namn                 |
| -- | ------- | --- | -------------------- |
| 14 | Norge   | M9  | Tonje Enkerud        |
| 19 | Danmark | M6  | Sara Hald            |
| 21 | Danmark | H6  | Signe Vetter Laursen |
| 22 | Danmark | H6  | Lærke Nolsøe         |
| 25 | Danmark | V6  | Maria Fisker         |
| 29 | Danmark | M6  | Camilla Fangel       |
| 31 | Danmark | M6  | Ida-Marie Dahl       |
| 56 | Danmark | H6  | Thilde Fransen       |

## Meriter

### Damlaget
- Danska mästare: 14 (1994, 1995, 1996, 1997, 1999, 2000, 2001 2002, 2004, 2006, 2008, 2009, 2010, 2014)
- Danska cupmästare: 10 (1993, 1994, 1996, 2003, 2006, 2007, 2008, 2010, 2011, 2013)
- EHF Champions League-mästare: 3 (2006, 2009, 2010)
- EHF-cupmästare: 3 (1994, 1999, 2004)
- Cupvinnarcupmästare: 1 (2014)

## Spelare i urval

### Damlaget
- Johanna Ahlm (2009–2013)
- Anja Andersen (1989)
- Olga Assink (2003–2006, 2009–2010)
- Heidi Astrup (–1997, 1998–2003, 2005–2007, 2014)
- Karen Brødsgaard (1998–2003)
- Lene Lund Nielsen (2005-2009)
- Zhai Chao (2004–2007)
- Natalia Derjugina (1994–2003)
- Maria Fisker (2006–2009, 2011–2015)
- Tina Flognman (2013)
- Katrine Fruelund (1999–2005)
- Isabelle Gulldén (2011–2015)
- Anette Hoffmann (1990–1997)
- Grit Jurack (2004–2012)
- Lotte Kiærskou (2001–2005)
- Tonje Larsen (1998–1999)
- Katrine Lunde (2007–2010)
- Kristine Lunde-Borgersen (2007–2010)
- Henriette Mikkelsen (2003–2011, 2014)
- Susanne Munk Wilbek (1985–2001)
- Bojana Popović (2007–2010)
- Rikke Skov (1994–2017)
- Heidi Tjugum (1997–2003)
- Cristina Vărzaru (2005–2012)

### Herrlaget
- Morten Bjerre (2004–2011)
- Gábor Császár (2007–2009)
- Allan Damgaard (2010–2012)
- Henrik Dreyer (2007–2010)
- Stefan Hundstrup (2007–2010)
- Nikolaj Jacobsen (2004–2007)
- Lukas Karlsson (2007–2009)
- Michael V. Knudsen (1997–2002, 2004–2005)
- Hans Lindberg (2005–2007)
- Thomas Mogensen (2002–2003)
- Casper U. Mortensen (2011–2012)
- Sørenn Rasmussen (1997–2003)
- Dane Šijan (2005–2007, 2008–2012)
- René Toft Hansen (2003–2007)